# Rubiataba
Rubiataba é um município brasileiro do estado de Goiás. Situado na região do Vale do São Patrício, a 220 quilômetros de Goiânia e tem, segundo Censo do IBGE de 2022, 19.788 habitantes.

## Emancipação da Cidade
O município de Rubiataba foi criado pela lei nº. 807, de 12 de outubro de 1953, assinada pelo Dr. Pedro Ludovico Teixeira, naquela época Governador do Estado de Goiás, instalando-se a 1º de janeiro de 1954.

## Outros
A cidade é sede da Diocese de Rubiataba-Mozarlândia desde 1966, anos da criação da Prelazia de Rubiataba. No ano de 1979, quando a prelazia foi elevada a Diocese, foi criada a segunda sede, em Mozarlândia. Em Rubiataba residiram os bispos Dom Juvenal Roriz (sepultado na Igreja Catedral) e Dom José Carlos de Oliveira.  O Bispo Adair José Guimarães após sua posse transferiu a residência episcopal e Cúria Diocesana para a Cidade de Mozarlândia. No entanto a cidade de Rubiataba continua como sede onde esta a Catedral Diocesana de Nossa Senhora da Glória.
Há dois Centros Espíritas, o Centro Espírita Renúncia e o Centro Espírita Paulo de Tarso.
Em Rubiataba situa-se a Subsecretaria Regional de Educação, subsecretaria esta que abrange os seguintes municípios:
Rubiataba e Nova América.
Se encontra as instalações do Fórum da Comarca de Rubiataba, que abrange os municípios de Morro Agudo de Goiás e Nova América.
No município, encontra-se a Terra Indígena Carretão II cuja origem remonta ao século XVIII. A comunidade Tapuias passou por diversos períodos da história do Brasil e sofreu alterações de acordo com as legislações vigentes em cada época, além do êxodo populacional e perda de território.
A cidade conta com duas estações de rádio, a Caraíba FM (104,9) e a Vale FM (92,5).

## Prefeitos e vice-prefeitos
- 2021/2024 - Weber Sivirino da Costa (Padre Weber) / Gilmar Benfica dos Santos
- 2017/2020 - José Luis Fernandes / Denis Borba Sousa
- 2013/2016 - Jakes Rodrigues de Paula / Marcos Aurélio Tolentino
- 2009/2012 - José Luiz Fernandes / Miguel Augusto da Silva
- 2005/2008 - José Luiz Fernandes / Heli Mario Neto
- 2001/2004 - Agmar Ribeiro dos Santos / Marcos Aurélio Lucena Santana
- 1997/2000 - Teodoro Ribeiro de Araujo / Marçal Ferreira Vitória
- 1993/1996 - Agmar Ribeiro dos Santos / Alvino Ferreira da Silva
- 1989/1992 - Ubiratan Carneiro da Silva / Daniel Augusto Goulart
- 1983/1988 - Otacílio Ferreira de Paiva / Eunilson A.Cavalcante
- 1976/1982 - Onofre Andrade Pereira / Milton Martins de Azevedo
- 1972/1975 - José Levindo Borba / José Joaquim Alves

## Lista de Vereadores do Município[6]
- Edson Antonio Batista
- Marcio Alves de Oliveira
- João Paulo Martins
- Jose Severino de Oliveira
- Marcelo Lucas Ferreira
- Patrícia de Araújo
- Samara Alves Camargo da Silva
- Tiago da Costa Barros
- Valdinei Antonio Rodrigues
- Valdeir Borges da Silva
- Weder Antonio Pessoa